# Vermillion (Kansas)
Pour les articles homonymes, voir Vermillion.
La ville américaine de Vermillion est située dans le comté de Marshall, dans l’État du Kansas. Lors du recensement de 2010, sa population s’élevait à 112 habitants.

## Source
- (en) Cet article est partiellement ou en totalité issu de l’article de Wikipédia en anglais intitulé « Vermillion, Kansas » (voir la liste des auteurs).